# Much Like Falling EP
Much Like Falling é o sexto EP da banda Flyleaf. Foi lançado no dia 30 de outubro de 2007 no iTunes e inclui canções que não foram lançadas no primeiro álbum da banda.

## Faixas
Todas as canções foram escritas pela própria banda.
| Versão em CD |                           |         |  |
| N.º          | Título                    | Duração |  |
| 1.           | "Tina"                    | 2:33    |  |
| 2.           | "Much Like Falling"       | 2:05    |  |
| 3.           | "Justice and Mercy"       | 2:35    |  |
| 4.           | "Supernatural (Acoustic)" | 4:25    |  |

| Versão no iTunes |                           |         |  |
| N.º              | Título                    | Duração |  |
| 1.               | "Much Like Falling"       | 2:05    |  |
| 2.               | "Supernatural (Acoustic)" | 4:25    |  |
| 3.               | "Tina"                    | 2:33    |  |
| 4.               | "Justice and Mercy"       | 2:35    |  |